# MegaFon
MegaFon (tiếng Nga:МегаФон), trước đó mang tên North-West GSM, là nhà mạng lớn thứ hai ở Nga. MegaFon hoạt động trên các chuẩn GSM và UMTS và là đối thủ cạnh tranh chính của Beeline GSM và MTS-RUS.
Năm 2002 công ty chuyển tên từ North-West GSM thành MegaFon sau khi mua lại một vài công ty trong vùng, trở thành mạng GSM đầu tiên phủ sóng toàn Nga. 
Vào tháng 2 năm 2007, MegaFon có khoảng 30,657,864 thuê bao.

## Tài trợ
- Trong mùa giải Công thức 1 năm 2009, MegaFon là một trong các nhà tài trợ của đội đua Renault F1.